# هيلموت باور
هيلموت باور (بالألمانية: Helmut Bauer) (و. 1914 – 2008 م) هو طبيب أعصاب، وأستاذ جامعي، من ألمانيا، توفي عن عمر يناهز 94 عاماً.

## مناصب وهيئات
أدار جامعة غوتينغن.